# Club de Yates de Isla Hamilton
El Club de Yates de Isla Hamilton (HIYC por las iniciales de su nombre oficial, en idioma inglés, Hamilton Island Yacht Club) es un club náutico situado en Isla Hamilton (Queensland), Australia.
Fue fundado el 21 de agosto de 2009 y la primera competición que organizó fue la Audi Hamilton Island Race Week de 2009. Esta competición se ha convertido desde entonces en una de las regatas más importantes de la región.
Nada más terminar la última regata de la Copa América de 2013, el club presentó un desafío al vencedor, el Club de Yates Golden Gate, que fue aceptado, convirtiéndose el HIYC en el "Challenger of Record" de la próxima edición. El multimillonario Bob Oatley sería el armador de un equipo que representaría al club en las Challenger Selection Series, pero el 18 de julio de 2014 el Club de Yates de Isla Hamilton anunció su retirada de la competición por desavenencias en la preparación del protocolo que le correspondía firmar con el Club de Yates Golden Gate como "Challenger of Record". Decisiones como la sede del evento o los costes de los barcos resultaron imposibles de consensuar por ambas partes.